# Pill
Pill je obec v Rakousku ve spolkové zemi Tyrolsko v okrese Schwaz.
Žije zde 1 059 obyvatel (1. 1. 2011).